# Abdoulaye Doucouré
Abdoulaye Doucouré (Meulan-en-Yvelines, 1993. január 1. –) francia születésű és korosztályos válogatott, mali válogatott labdarúgó, a Neom játékosa, középpályás.

## Statisztikák
2017. október 7.-én frissítve.
| Klub                 | Szezon   | Bajnokság | Bajnokság | Bajnokság | Kupa  | Kupa  | Ligakupa | Ligakupa | Összesen | Összesen |
| Klub                 | Szezon   | Bajnokság | Meccs     | Gólok     | Meccs | Gólok | Meccs    | Gólok    | Meccs    | Gólok    |
| -------------------- | -------- | --------- | --------- | --------- | ----- | ----- | -------- | -------- | -------- | -------- |
| Stade Rennais B      | 2010-11  | CFA       | 6         | 0         | —     | —     | —        | —        | 6        | 0        |
| Stade Rennais B      | 2011-12  | CFA 2     | 16        | 2         | —     | —     | —        | —        | 16       | 2        |
| Stade Rennais B      | 2012-13  | CFA 2     | 1         | 0         | —     | —     | —        | —        | 1        | 0        |
| Stade Rennais B      | Összesen | Összesen  | 23        | 2         | —     | —     | —        | —        | 23       | 2        |
| Stade Rennais        | 2012-13  | Ligue 1   | 4         | 1         | 0     | 0     | 0        | 0        | 4        | 1        |
| Stade Rennais        | 2013-14  | Ligue 1   | 20        | 6         | 6     | 0     | 1        | 1        | 27       | 7        |
| Stade Rennais        | 2014-15  | Ligue 1   | 35        | 3         | 3     | 2     | 3        | 0        | 41       | 5        |
| Stade Rennais        | 2015-16  | Ligue 1   | 16        | 2         | 2     | 0     | 2        | 1        | 20       | 3        |
| Stade Rennais        | Összesen | Összesen  | 75        | 12        | 11    | 2     | 6        | 2        | 92       | 16       |
| Granada (kölcsönben) | 2015-16  | La Liga   | 15        | 0         | 0     | 0     | —        | —        | 15       | 0        |

## Fordítás
- Ez a szócikk részben vagy egészben  az   Abdoulaye Doucouré című angol Wikipédia-szócikk fordításán alapul.  Az eredeti cikk szerkesztőit annak laptörténete sorolja fel. Ez a jelzés csupán a megfogalmazás eredetét és a szerzői jogokat jelzi, nem szolgál a cikkben szereplő információk forrásmegjelöléseként.